# Divini illius Magistri
Divini illius Magistri (en español, Aquel Divino Maestro) es la 15.ª encíclica del papa Pío XI, publicada el 31 de diciembre de 1929, consagrada al tema de la educación cristiana de la juventud. 

## Contenido
El papa inicia solemnemente la encíclica recordando que habla en nombre de Jesucristo. 

Divini illius Magistri vices in terris gerentes, qui, etsi universam hominum familiam, vel ob commissa immerentium, infinita cantate sua complectebatur, teneriore tamen animo pueros pro secutus est atque in verba illa erupit amoris plelia: «Sinite parvulos venire ad me»
Representante en la tierra de aquel divino Maestro que, abrazando en la inmensidad de su amor a todos los hombres, aun a los pecadores e indignos, mostró, sin embargo, una predilección y una ternura especialísimas hacia los niños y se expresó con aquellas palabras tan conmovedoras: «Dejad que los niños se acerquen a mí».

Aunque en distintas ocasiones el papa había dirigido palabras de exhortación a los educadores y a los jóvenes con orientaciones sobre el modo de afrontar la tarea educativa, ante la controversia actual sobre este problema considera necesario tratar este tema con más amplitud y profundidad pues 

para prevenir todo error en esta obra de tanta importancia y para realizarla del mejor modo posible, con la ayuda de la gracia divina, es necesario tener una idea clara y exacta de la educación cristiana en sus elementos esenciales, esto es: a quién pertenece la misión de educar, cuál es el sujeto de la educación, cuáles las circunstancias necesarias del ambiente, cuál el fin y la forma propia de la educación cristiana, según el orden establecido por Dios en la economía de su providencia.
Encíclica Divini Illius Magistri, AAS vol. 22 p. 52.

### A quién pertenece la misión de educar
El hombre, como ser social, está vinculado a dos sociedades de orden natural (la familia y la sociedad civil) y a una sociedad sobrenatural (la Iglesia); en consecuencia a las tres sociedades les corresponde la tarea de educar, aunque de distinta forma, de acuerdo con la relación que el hombre tiene con cada una de ellas. 

Primero, la educación pertenece a la Iglesia por dos razones de orden sobrenatural, exclusivamente conferidas a ella por el mismo Dios, y por eso son absolutamente superiores a cualquier otra razón de orden natural
 Encíclica Divini Illius Magistri, AAS vol. 22 p. 53.

El mandato de Cristo:  "id, pues, enseñad a todas las gentes, bautizándolas en el nombre del Padre y del Hijo y del Espíritu Santo, enseñándoles a observar todo cuanto yo os he mandado" y la maternidad sobrenatural que corresponde a la Iglesia sobre los cristianos como hijos suyos. 
La educación corresponde también a la familia que recibe inmediatamente del Creador es misión, se trata al mismo tiempo de un derecho y de un deber al que no puede renunciar. Por otra parte, los poderes del Estado pueden ayudar, crear las infraestructuras y formular sus necesidades pero no puede suplantar a la familia en la atrea de educar a sus hijos. 

### El sujeto de la educación
nunca se debe perder de vista que el sujeto de la educación cristiana es el hombre todo entero, espíritu unido al cuerpo en unidad de naturaleza, con todas sus facultades naturales y sobrenaturales, cual nos lo hacen conocer la recta razón y la revelación; es decir, el hombre caído de su estado originario, pero redimido por Cristo y reintegrado a la condición sobrenatural de hijo adoptivo de Dios, aunque no a los privilegios preternaturales de la inmortalidad del cuerpo y de la integridad o equilibro de sus inclinaciones
Encíclica Divini Illius Magistri, AAS vol. 22 p. 69.

Esta realidad hace que el papa denuncie cuatro errores prácticos que pueden producirse en la educación de los jóvenes: 1) un naturalismo pedagógico que omite la atención a los sobrenatural; 2) la afirmación de una pretendida autonomía y libertad ilimitada en el niño; 3) entender que una educación sexual meramente natural, sin acudir a los medios sobrenaturales, puede inmunizar de los peligros de la concupiscencia; 4) la coeducación, derivada del naturalismo negador del pecado original.[cita requerida]

### El ambiente propio de la educación
El papa señala a la familia como el ambiente natural y necesario para la educación, y ante el pelgro de que se descuide este aspecto la encíclica recuerda que

educación más eficaz y duradera es la que se recibe en una bien ordenada y disciplinada familia cristiana; educación tanto más eficaz cuanto más claro y constante resplandezca en ella el buen ejemplo, sobre todo de los padres y el de los demás miembros de la familia
 Encíclica Divini Illius Magistri, AAS vol. 22 p. 73.

Pero una vez sentado este principio el papa trata por extenso los peligros de una  escuela en que la educación no esté informada por las verdades de la fe, y denuncia de modo especial la llamada escuela neutra

De aquí se sigue como conclusión necesaria que es contraria a los principios fundamentales de la educación la escuela neutra o laica, de la cual queda excluida la religión. Esta escuela, por otra parte, sólo puede ser neutra aparentemente, porque de hecho es o será contraria a la religión.
Encíclica Divini Illius Magistri, AAS vol. 22 p. 76.

El hecho de que en un país haya personas de distintas religiones no impone la necesidad de la escuela mixta o neutra, porque el Estado puede proveer a la instrucción pública si deja libertad y ayuda económicamente la iniciativas de la Iglesia y de las familias.

### El fin y la forma de la educación
Para finalizar la encíclica, el papa expone cuál es el fin de la educación cristiana: cooperar con la gracia divina en la formación del cristiano, y añade:

Por esto precisamente, la educación cristiana comprende todo el ámbito de la vida humana, la sensible y la espiritual, la intelectual y la moral, la individual, la doméstica y la civil, no para disminuirla o recortarla sino para elevarla, regularla y perfeccionarla según los ejemplos y la doctrina de Jesucristo.
Por consiguiente, el verdadero cristiano, formado por la educación cristiana, es el hombre sobrenatural que siente, piensa y obra constante y consecuentemente según la recta razón iluminada por la luz sobrenatural de los ejemplos y de la doctrina de Cristo o, para decirlo con una expresión ahora en uso, el verdadero y completo hombre de carácter.
Encíclica Divini Illius Magistri, AAS vol. 22 p. 49.